# Boulengerula uluguruensis
Espèce
Statut de conservation UICN

 LC  : Préoccupation mineure
Boulengerula uluguruensis est une espèce de gymnophiones de la famille des Herpelidae.

## Répartition
Cette espèce est endémique de l'Est de la Tanzanie. Elle se rencontre généralement au-dessus de 400 m d'altitude dans les monts Nguu, Nguru et Uluguru.

## Étymologie
Son nom d'espèce, composé de uluguru et du suffixe latin -ensis, « qui vit dans, qui habite », lui a été donné en référence au lieu de sa découverte.

## Publication originale
- Barbour & Loveridge, 1928 : A comparative study of the herpetological faunae of the Uluguru and Usambara Mountains, Tanganyika Territory with descriptions of new species. Memoirs of the Museum of Comparative Zoology, Cambridge, Massachusetts, vol. 50, no 2, p. 87-265 (texte intégral).